# Armand Lostalot
Armand Lostalot est un homme politique français né en 1752 à Morlaàs (Basses-Pyrénées), où il est décédé le 8 novembre 1815.

## Biographie
Juge au tribunal de district de Pau, il est député des Basses-Pyrénées de 1791 à 1792, s'occupant de questions militaires. Il devient ensuite président du tribunal criminel de Pau.